# Hangelösa HF
Hangelösa HF (Handbollsflickor) var en handbollsklubb ursprungligen från Hangelösa socken i Götene kommun, från 1971 i Skara kommun.
Klubben startade hösten 1960 i Hangelösa IF:s regi. Träningen var utomhus på idrottsplatsen Skogevi eller klubbens ishockeyrink. Den 11 december 1960 spelade klubben sin första match mot Helås. 1963 började man träna i Skara idrottshall. Eftersom klubben inte låg inom Skara kommun nybildades klubben Hangelösa handbollsflickor den 18 maj 1971. Det gick bra för förening som tog sig upp i seriesystemet och spelade i högsta serien Allsvenskan 1976/1977 men det blev bara ett år.  Man kom sist i serien med fem vunna matcher och 13 förluster. Föreningen verkade till 1993 då den slogs samman med Stenums IF till Skara HF.